# دستور إسبانيا 1876

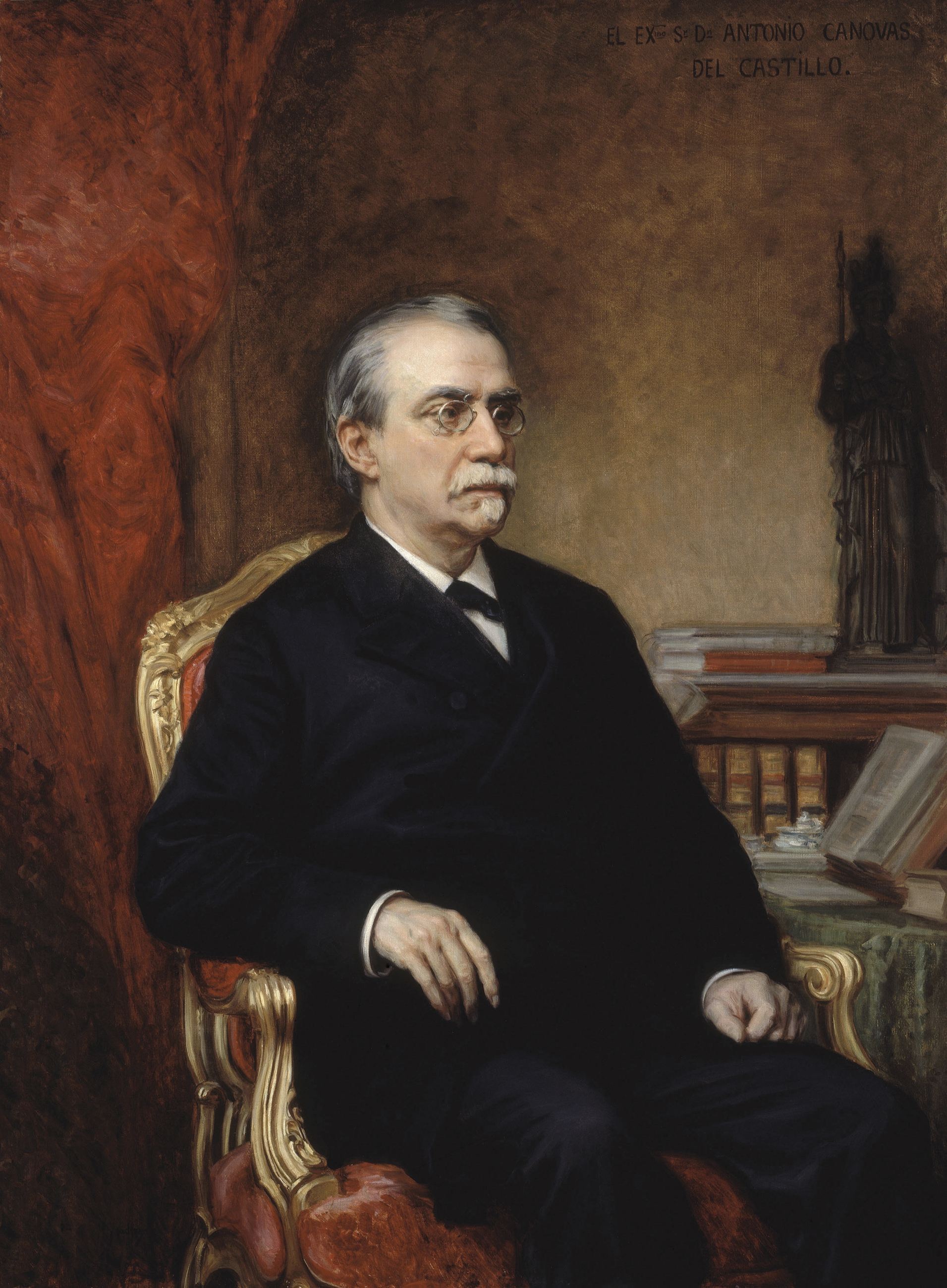
كانوباس ديل كاستيو.

صدر الدستور الإسباني 1876 في 30 يونيو 1876 في عهد رئيس وزراء إسبانيا كانوباس ديل كاستيو. وقد استند هذا الدستور إلى مشروع دستوري وضعته مجموعة من 600 من الأعيان وأعضاء سابقين لمجلس الشيوخ ونواب المجالس التشريعية السابقة ممن عينهم كانوباس. ووافق الكورتيس المنتخب بالاقتراع العام للذكور وفقا لأحكام دستور 1869 على النص النهائي دون تغييرات كبيرة.
واستمر هذا الدستور ساري المفعول حتى سنة 1931، أي حوالي 55 عاما مما يجعله أطول دستور راسخ في إسبانيا حتى الآن.

## المحتوى
وفيما يلي الجوانب الرئيسية لهذا الدستور:
- السيادة مشتركة بين الملك والكورتيس.
- حقوق المواطنين وواجباتهم مقيدة بالقوانين العادية.
- السلطة التشريعية مشتركة بين الكورتيس والملك، والملك قادر على استخدام حق النقض ضد القوانين وحل البرلمان.
- يمتلك التاج السلطة التنفيذية، فهو قادر على تعيين رئيس الحكومة والوزراء.
- يتكون كورتيس من مجلسين: مجلس الشيوخ التي يتشكل بالأوامر الملكية ومجلس النواب وهو مجلس منتخب بالاقتراع المباشر.
- السلطة القضائية لديها سلطة تطبيق القوانين في المحاكمات، ويتم انتخاب القضاة عن طريق امتحانات الخدمة المدنية، كما هو الحال اليوم.
- لم يتمكن من الإعلان من لهم حق التصويت ولا بنوع النظام الانتخابي حتى سنة 1890 عندما حدد فيه حق الاقتراع للذكور فقط.
- أعلن أن الكاثوليكية هو دين الدولة ولكن مع التسامح مع الأديان الأخرى عندما تحترم ذلك.
- وتخضع الحكومات المحلية ومجالس المقاطعات [الإنجليزية] لسيطرة الحكومة، وهي حكومة مركزية.

## مجلس النواب
انتخب الشعب الإسباني نواب المجلس لصياغة القوانين، بالإضافة إلى أعضاء مجلس الشيوخ المعينين. وتنتخب فئات معينة من سكان كل دائرة نائبا لهم، بشرط أن عدد سكان الدائرة 50,0000 نسمة والنجاح يكون بأغلبية الأصوات. وليس لجميع السكان الحق في التصويت، يحق فقط للمواطنين الإسبان الذين بلغوا سن الخامسة والعشرين والذين يقيمون في الدائرة الانتخابية لمدة سنتين على الأقل. ولا يحق للنساء ولا من هم أقل من 25 سنة ولا السجناء التصويت. أما المواطنين ممن لهم حق التصويت فتكون أسمائهم مدرجة في القوائم الانتخابية.